# 小行星3549
小行星3549（3549 Hapke），天文學臨時編號1981 YH，是一個位於小行星帶的小行星。於1981年12月30日由洛厄爾天文台近地小行星搜尋計畫的愛德華·鮑威爾發現。該小行星以任職於匹茲堡大學的行星科學家布魯斯·哈普克命名。

## 外部連結
- JPL Small-Body Database Browser on 3549 Hapke （页面存档备份，存于）

| 前一小行星： 3548 Eurybates | 小行星列表 | 後一小行星： 3550 Link |